# 시흥능곡중학교
시흥능곡중학교(始興陵谷中學校)는 대한민국 경기도 시흥시 능곡동에 있는 공립 중학교이다.

## 학교 연혁
- 2008년 9월 1일 : 초대 박광식 교장 취임
- 2008년 9월 5일 : 개교 (1학년 1학급, 2학년 1학급, 3학년 1학급)
- 2009년 2월 13일 : 제1회 졸업식 12명
- 2010년 3월 1일 : 1학년 7학급, 2학년 5학급, 3학년 4학급, 특수 1학급
- 2022년 3월 2일 : 제15회 입학식(입학생 160명)
- 2023년 1월 4일 : 제15회 졸업식 238명(총 2,920명)
- 2023년 3월 1일 : 제5대 임애숙 교장 취임

## 참고 자료
- 시흥능곡중학교 - 한국교육학술정보원 학교알리미